# VR-Bank Westmünsterland
Die VR-Bank Westmünsterland eG ist eine 1884 gegründete Genossenschaftsbank mit Sitz in Coesfeld. Ihr Geschäftsgebiet umfasst den Großteil der Kreise Borken und Coesfeld. Die Bank entstand 2005 durch die Fusion der Borkener Volksbank mit der Volksbank Coesfeld.

## Struktur
Die VR-Bank Westmünsterland verfügt über vier Hauptgeschäftsstellen, in Eigenschreibweise KompetenzCentren genannt, in Borken, Coesfeld, Dülmen und Stadtlohn. Sie hat weitere 17 Filialen in Borken, Burlo, Coesfeld, Dülmen, Gescher, Holtwick, Oeding, Ramsdorf, Reken, Stadtlohn, Südlohn, Velen und Weseke. Die VR-Bank ist ein Allfinanzdienstleister, der von der Geldanlage, Kreditvergabe, Versicherungen, Vorsorge und Immobilienkauf, -verkauf und -finanzierung alle finanziellen Belange von Privat-, Gewerbe- und Firmenkunden bedient.
Im Dezember 2014 erwarb die VR-Bank Westmünsterland von der Oldenburgischen Landesbank deren 100-prozentige Beteiligung an der Münsterländischen Bank Thie & Co. KG. 2024 wandelte die VR-Bank Westmünsterland diese in eine Zweigniederlassung um. Das Bankhaus firmiert seither als Münsterländische Bank Thie - Zweigniederlassung der Volksbank Westmünsterland.
Im Frühjahr 2024 planen die VR-Bank Westmünsterland und die Volksbank Südmünsterland-Mitte eine Fusion, die zur Entstehung des zweitgrößten Volksbank-Instituts im Münsterland führen wird.

## Arbeitgeber und Ausbilder
Die VR-Bank Westmünsterland erhielt 2023 zum 16. Mal das Gütesiegel „Top Employer Mittelstand Deutschland“ des CRF-Instituts. Die VR-Bank beschäftigte 2021 33 Auszubildende.